# West London Line
West London Line er en kort jernbane i det indre Vestlondon, der forbinder banerne på Clapham Junction i syd med banerne nær Willesden Junction i nord. Den har altid været en vigtig forbindelse på tværs af London, især for godstog. De regulære passagertog på den udbydes af Southern og London Overground, i hvis netværk det er den korteste bane.

## Historie
Birmingham, Bristol & Thames Junction Railway blev bemyndiget i 1836 for at gå fra et punkt på London and Birmingham Railway (L&BR), nær den nuværende Willesden Junction Station, på tværs af den foreslåede rute for Great Western (GWR) i niveau, til Kensington Canal. Anlægget blev forsinket af tekniske og økonomiske problemer. Omdøbt til West London Railway (WLR) åbnede banen officielt den 27. maj 1844, og normal drift begyndte den 10. juni, men før dette var der forsøg med et atmosfærisk jernbanesystem fra 1840 til 1843 på en 0,8 km-sporstrækning tilstødende Wormwood Scrubs, der var leaset af det systems fortalere. Selve WLR benyttede konventionel drivkraft, men var ikke en kommerciel succes. Det lave passagertal blev så regulær en skydeskive for det satiriske tidsskrift Punch, at banen blev kaldet Punch's Railway. Efter kun seks måneder lukkede den fuldstændigt den 30. november 1844.
I 1845 bemyndigede en lov GWR og L&BR (der blev en del af London and North Western Railway [LNWR] i 1846) til i fællesskab at lease WLR. Banen blev kun benyttet til at transportere kul, og passagerdriften blev ikke genoptaget.
I 1859 gav en yderligere lov de to selskaber sammen med to andre, London, Brighton and South Coast Railway (LB&SCR) og London and South Western Railway (L&SWR), bemyndigelse til at anlægge West London Extension Joint Railway på den opfyldte kanal, der gik syd fra Kensington Basin til broen under Kings Road, over Themsen, for at opnå forbindelse til jernbanerne syd for floden nær Clapham Junction. Den eksisterende banes spor blev fordoblet, og den flade krydsning af GWR-stambanen, hvor en række kollisioner var hændt, blev erstattet af en flyover. Den nye bane åbnede den 2. marts 1863 med et togekspeditionssted på Addison Road (nu Kensington (Olympia)) lidt nord for den oprindelige WLR Kensington Station, og blev herefter fint benyttet af diverse lokale tog for resten af det 19. århundrede.
Banens nordlige strækning, fra Willesden Junction til Kensington Olympia og videre til Earls Court, blev elektrificeret af LNWR i 1915, men passagerernes benyttelse af banen svandt under konkurrence med vejtransport og banerne, der senere blev til Underground-netværket, og passagerdriften ophørte efter bombeskade i 1940.
Et eller to tog kørte hver morgen, for at transportere arbejdere på Post Office Savings Office nær Olympia fra Clapham Junction, og tilbage om aftenen. Normal passagerdrift blev genoptaget i 1994. Infrastrukturarbejdet med Eurotunnelen gjorde at banen i 1993 blev elektrificeret med 750 V DC tredjeskinne fra syd til North Pole-depotet. Banen er elektrificeret med 25 kV AC køreledninger fra Westway (nær broen, der bærer Hammersmith & City line) til Willesden og nordpå.
Der blev genopført perroner på West Brompton i 1999. Der åbnede nye stationer på Shepherd's Bush i 2008 og Imperial Wharf i 2009, hvilket har givet fjerntogsforbindelse for en stor del af Vestlondon.

## Togbetjening
Mandage til lørdage kører London Overground fire tog i timen på banen: en halv-timesbetjening mellem Clapham Junction og Willesden Junction, vekslende men halv-times gennemkørende betjening til North London Line til og fra Stratford. På søndage kører kun Clapham Junction-Willesden Junction-togene.
Southern kører en gang i timen tog mellem East Croydon og Milton Keynes. Betjeningen gik tidligere fra Brighton til Watford Junction. Southern-tog kan ikke standse på Willesden Junction, da fjerntogsperronerne blev fjernet kort efter betjeningen til dem ophørte i 1962.
Frem til december 2008 kørte Virgin CrossCountry to gange dagligt fra Brighton via Reading og Kensington (Olympia) Station til Birmingham New Street.
Indtil High Speed 1-banen fra St Pancras åbnede i november 2007, benyttede Eurostar-trains fra Waterloo International West London Line for at komme til sit depot, North Pole depot.

## Ruten
Fra nord til syd, tidligere og nuværende detaljer inklusive forbindelser med alle oprettede jernbaner:
- Willesden Junction
WLL-tog benytter den øvre station på North London Line. Der er skiftemulighed med Bakerloo line og Watford DC Line
- West London Junction
Banen separeres fra North London Line
- Mitre Bridge Junction
Forbindelse til West Coast Main Line. Anlagt for muliggøre udveksling af tog fra den tidligere Southern Railway til West Coast Main Line, og vice versa for London Midland and Scottish Railway, der om sommeren sendte nattog fra så langt nordpå som Glasgow til sydkysten. I damptogsdagene skiftede gennemkørende tog lokomotiv her. Fra 1920'erne lå et United Dairies-depot på grunden for en tidligere mælkeproduktion her, der frem til slutningen af 1970'erne havde regulære mælketog.[5] Benyttes i dag af Southern-tog til Milton Keynes Central
- North Pole Junction
Overgangsstation; forbindelse til det tidligere Eurostar North Pole depot, der er parallelt med GWR-stambanen. WLJR begynder rigtigt her. Den begrænsede CrossCountry-rute mellem Reading og Brighton benyttede denne uelektrificerede forbindelse med Great Western Main Line indtil december 2008.
- St. Quintin Park and Wormwood Scrubs (lukket)
- Westway ----AC/DC overgangspunkt
Elektriske tog standser mellem stationer for at skifte strømforsyning: 25kV AC køreledninger mod nord, 750V DC tredjeskinne mod syd
- Shepherd's Bush åbnede september 2008 på grunden for den tidligere Uxbridge Road Station. Skiftemulighed med Central line
- Kensington (Olympia) (tidligere "Addison Road")
Skiftemulighed med District line
- West London Extension Junction
Overgangsstation, der forbinder banens to dele. Her var også en stor godsbanegård, ejet af LNWR og GWR
- West Brompton 
Skiftemulighed med District line
- Chelsea & Fulham (lukket)
Her var en godsbane til Chelsea Basin
- Imperial Wharf åbnede 2009
- Battersea Railway Bridge/Cremorne Bridge
Her krydser banen Themsen
- Battersea (lukket)
- Latchmere Junctions
Med forbindelser til L&SWR og LB&SCR
- Clapham Junction
Skiftemulighed med andre National Rail-baner og den fremtidige vestlige forlængelse af East London Line

West Cross Route, en side af den indre ringvej, Ringway 1, ville have løbet parallelt med West London Line.

## Yderligere litteratur
- Nisbet, A F. (2006), "Punch's Railway and the Winkle Railway", BackTrack, 20 (2 Feb)): 117  to 121.
- Thomas Faulkner (1839), The History and Antiquities of the Parish of Hammersmith, pp 65–68.
- J.B. Atkinson "The West London Joint Railways" Ian Allan 1984.
- Vic Mitchell and Keith Smith "West London Line – Clapham Jn. to Willesden Jn." London Suburban Railways Series, Middleton Press 1996.